# 托皮克
47°31′44″N 29°45′30″E / 47.52889°N 29.75833°E
托皮克（烏克蘭語：Топик）是位於烏克蘭西南部的村莊，由敖德萨州波季利斯克区的庫亞利尼克市鎮負責管轄。該村面積0.28平方公里，海拔高度207米，2001年人口96，人口密度每平方公里342.86人。